# 張系國
張系國（1944年7月17日—），江西南昌人，生於重慶，小說家，兼及雜文、評論，筆名醒石、域外人、白丁。曾創辦《幻象》科幻雜誌，台灣科幻小說重要推手。1965台灣大學電機系畢業，美國加州柏克萊大學博士。:108學術之餘，以文學創作知名，被譽為「台灣科幻小說之父」。:1

## 生平
1949年隨家人從南京遷台，落居新竹。就讀新竹高中期間，已開始投稿《新生報》、《聯合報》副刊，高三時保送台大電機系。大學期間自費出版翻譯作品《沙特的哲學思想》。1969年台大電機系畢業，保送美國柏克萊加州大學攻讀電腦科學，拿下碩士與博士學位。:111-1131969年在《大學雜誌》主持「域外集」專欄，在柏克萊與劉大任組織「大風社」，後1970年積極投入保釣運動，1971年擔任《大學雜誌》編輯委員，1972年返國在中研院數學所任職，兼任交通大學教授，並主持中文計算機研發工作。1973年前後，發生台大哲學系事件，為了營救好友受牽連，出版屢遭阻礙，不得已再次離台赴美。:244後期時常往返台美兩地，曾任美國康乃爾大學、匹茲堡大學、國立交通大學、國立清華大學等學校教授。張系國與洪範書店於1982年共同創立知識系統公司。1986年，籌辦張系國科幻文學獎。1989年創立《幻象》，但僅出版八期就因虧損停刊。:109晚年回到台灣定居與任教，並持續創作。:107

### 創作特色與理念
創作文類包含散文、小說、評論翻譯等，作品可分為寫實與科幻兩類，寫實類涵蓋各文類，科幻類以小說為主。:35以科幻小說聞名，開創中國風味的科幻小說。:165其作品多刻劃小說人物的個人命運與時代脈動，展現當時知識份子在該時代的精神與特色。無論是文類或主題，張系國的關懷核心和初衷始終是「人」，堅持「不為藝術，只為人而作」。:36此點可從其雖長年旅美，但作品仍多以台灣社會為背景，為其關心的土地與人們書寫得知。:280-288

### 作品
六〇年代，張系國雖然到美國留學，但卻是他台灣意識生成的關鍵時期。《棋王》（成書於1972年，初版於1978年11月）為其最膾炙人口的長篇寫實小說，反映1970年代台灣經濟起飛的社會現象。:109同時期的《地》（1970）、《香蕉船》（1976）也都描繪當時代的台灣社會狀態下的人物。其中《昨日之怒》（1978）更是以保釣運動為背景書寫的長篇寫實小說。:1091969年張系國發表第一部科幻小說《超人列傳》，但直到七〇年代後期，其小說類型才逐漸從寫實轉為科幻為主，1978年以《星雲組曲》為總題，在《聯合報》副刊發表系列科幻小說，而後開始長篇科幻小說《城》三部曲的創作。張系國的科幻小說中，除了廣泛加入不同科技元素以外，也含有哲學思辨，流露對與歷史人文的關懷。:35

## 張系國的科幻小說
- 《星雲組曲》(1980)
- 《城》三部曲
  - 首部曲《五玉碟》(1983)：張系國以歷史和俠義的浪漫情懷，創造出濃烈中國風味的科幻長篇小說，是「城」系列的第一卷，敘述索倫城神話史詩的悲壯故事。
  - 二部曲《龍城飛將》(1986)：張系國融合俠義、科幻、和歷史的長篇小說，是「城」的第二卷，上接「五玉碟」而故事獨立。帝國絕地大反撲，他們更糾合了六足的蛇人和兇殘的豹人，銀髮老將軍重披戰袍，率領騎兵千里馳援，會合于氏雙傑，浴血保衛古城，銅像教主卻把矛頭向內，伺機奪機……張系國寫下了似陌生又熟悉的索倫城悲壯史詩。
  - 三部曲《一羽毛》(1991)：張系國以歷史和俠義的浪漫情懷，創造出濃烈中國風味的科幻長篇小說，是繼《五玉碟》、「城」系列的最後一卷，《龍城飛將》之後前後歷時十年，終於創作完成。

　　索倫城神話史詩的悲壯故事，處處扣人心弦。

### 張系國對科幻小說的看法
張系國認為「科幻小說」不等於「科學幻想小說」，後者的科學意謂較濃厚，前者則是突破了單純的科學與幻想，是一種新的文類。:39在他眼中，科幻小說的重點是文學，不是科幻，因此就寫作而言，只是變換文類而已。
張系國自認為先知道自己是人、而才是科幻小說家。因此大眾即使不懂科學，也是可以閱讀科幻小說。:109此外，他也主張科幻小說應是「文以載道」的嚴肅文學，可透過科幻小說幫助世人了解各種不同的未來，使有心理準備後，承受更大的考驗。:36

### 評價與影響
張系國被稱為是「台灣科幻小說之父」，其小說常以留美學生為題材，因此在留學生文學發展上，也有其獨特地位。:288齊邦媛認為，留學生文學到了1970年代的轉變特色是「從失落之苦的灰暗格調中走出來，把關懷個人生活的種種抉擇擴大到對世事、國事乃至於類共同命運的關懷」。將此種態度發揮的小說家，以張系國最具代表。:288
余光中對張系國評價：「研究的是科學，關心的是民族與社會，創作的卻是小說。他寫小說，是有感而發，有為而作，因此對於社會的病態，民族的危機，著墨最多。」:36以台灣出發的書寫角度方面，同期為加州大學柏克萊分校留學生的楊牧說：「他（張系國）的文學完全是為台灣而創作的。」由此可見，張系國在留學生文學、台灣意識的創作，以及科幻主題的發展，都受到相當程度的肯定。

## 著作

### 小說
- 《皮牧師正傳》（1963年，皇冠）
- 《地》（1970年，純文學）
- 《棋王》（1975年，洪範）
- 《香蕉船》（1976年，洪範）
- 《昨日之怒》（1978年，洪範）
- 《黃河之水》（1979年，洪範）
- 《星雲組曲》（1980年，洪範）
- 《五玉碟》（1983年，知識系統）
- 《不朽者》（1983年，洪範）
- 《夜曲》（1984年，知識系統）
- 《龍城飛將》（1986年，知識系統）
- 《沙豬傳奇》（1988年，洪範）
- 《一羽毛》（1991年，知識系統）
- 《捕諜人》（1992年，與平路合著，洪範）
- 《金縷衣》（1994年，知識系統）
- 《玻璃世界》（1999年，知識系統）
- 《大法師》（2002年，天培）
- 《神交俠侶》（2002年，天培）
- 《箱子．跳蚤．狗》（2003年，天培）
- 《城市獵人》（2004年，天培）
- 《衣．錦榮歸》（2007年，洪範）
- 《多餘的世界》（2012年，洪範）
- 《下沉的世界》（2015年，洪範）
- 《金色的世界》（2017年，洪範）
- 《魔鬼的十億個名字》（2017年，Readmoo）
- 《蒙罕城傳奇》（2021年，印刻）

### 文獻
- 鄭宛妮.  (PDF). 文學前瞻 (南華大學). 2018-07, (18): 63-78  [2024-09-21]. （原始内容存档 (PDF)于2025-03-22）.

### 腳註
1. ↑  張系國寫作生平年表 （页面存档备份，存于），張系國科幻館，浩然藝文數位博物館
2. 1 2 3 4 5 6 7  宋, 雅姿. . 《文訊》. 2004, (第228期).
3. 1 2  陳, 玉燕. . 國立彰化師範大學國文學研究所碩士論文. 2004.
4. ↑  蔡, 明諺. . 國立台灣文學館.
5. ↑  劉, 秀美. . 《臺灣文學研究學報》. 2014-04, (18).
6. ↑  傅吉毅. . 桃園: 中央大學中國文學研究所碩士論文. 2002: 36,38.
7. 1 2 3 4  封德屏總策畫、須文蔚編選. . 台南: 國立台灣文學館. 2011. ISBN 9789865437398.
8. 1 2 3  蔡, 雅薰. . 台北: 萬卷樓圖書公司. 2001. ISBN 9789577393746.
9. ↑  包括有：首部曲《五玉碟》(1983)、二部曲《龍城飛將》(1986)、三部曲《一羽毛》(1991)。在首部曲《五玉碟》中，張系國以歷史和俠義的浪漫情懷，創造出濃烈中國風味的科幻長篇小說，是「城」系列的第一卷，敘述索倫城神話史詩的悲壯故事。在二部曲《龍城飛將》中，張系國融合俠義、科幻、和歷史的長篇小說，是「城」的第二卷，上接「五玉碟」而故事獨立。帝國絕地大反撲，他們更糾合了六足的蛇人和兇殘的豹人，銀髮老將軍重披戰袍，率領騎兵千里馳援，會合于氏雙傑，浴血保衛古城，銅像教主卻把矛頭向內，伺機奪機……
張系國寫下了似陌生又熟悉的索倫城悲壯史詩。在三部曲《一羽毛》中，張系國以歷史和俠義的浪漫情懷，創造出濃烈中國風味的科幻長篇小說，是繼《五玉碟》、「城」系列的最後一卷，《龍城飛將》之後前後歷時十年，終於創作完成。
　　索倫城神話史詩的悲壯故事，處處扣人心弦。。
10. ↑  向, 鴻全. . 《文訊》. 2002-02, (第196 期).
11. ↑  傅, 吉毅. . 《文訊》. 2002-02, (第196 期).
12. ↑  夏, 祖麗. . 《書評書目》. 1977, (第52期) –收錄自封德屏總策畫、須文蔚編選，《台灣現當代作家研究資料彙編117 張系國》，台南，國立台灣文學館，2011，頁178。.

## 外部連結
- 張系國的個人網頁 （页面存档备份，存于）
- 張系國於中時網站的部落格--張系國的快活林
- 政治、反政治、後現代：論八零年代台灣科幻小說～林建光（原載於《中外文學》31.9 (2003)：130-59） （页面存档备份，存于）